# Pocahontas (film)
Pocahontas (v anglickém originále Pocahontas) je americký animovaný film z roku 1995, inspirovaný příběhem skutečné Pocahontas. Režisérem filmu je duo Mike Gabriel a Eric Goldberg. Hlavní role ve filmu ztvárnili Irene Bedard, Mel Gibson, David Ogden Stiers, John Kassir a Russell Means.

## Ocenění
Film získal dva Oscary a to v kategoriích nejlepší originální píseň a hudbu a Zlatý glóbus v kategorii nejlepší originální píseň. Na Zlatý glóbus byl nominován i v kategorii nejlepší hudba.

## Obsazení seznam
| Charakter    | Pủvodní hlas                                     | Česky hlas                                      |
| ------------ | ------------------------------------------------ | ----------------------------------------------- |
| Pocahontas   | Irene Bedard (dialogy) Judy Kuhn (žpev)          | Ivana Špundová (dialogy) Jana Durczaková (žpev) |
| John Smith   | Mel Gibson                                       | Martin Zounar                                   |
| Ratcliffe    | David Ogden Stiers                               | Antonín Molčík                                  |
| Powhatan     | Russell Means (dialogy) Jim Cummings (žpev)      | Ladislav Frej                                   |
| Wiggins      | David Ogden Stiers                               | Tomáš Trapl                                     |
| Babička Vrba | Linda Hunt                                       | Hana Talpová                                    |
| Thomas       | Christian Bale                                   | Jiří Langmajer                                  |
| Kocoum       | James Apaumut Fall (dialogy) Jim Cummings (žpev) | Daniel Rous                                     |
| Kekata       | Gordon Tootoosis                                 | Jiří Holý                                       |
| Nakoma       | Michelle St. John                                | Lucie Kožinová                                  |
| Ben          | Billy Connolly                                   | Ota Jirák                                       |
| Lon          | Joe Baker                                        | Stanislav Fišer                                 |